# Hydropsyche stimulans
Hydropsyche stimulans là một loài Trichoptera trong họ Hydropsychidae. Chúng phân bố ở miền Cổ bắc.